# Autostrada A36 (Francja)
Autostrada A36 (fr. Autoroute A36, La Comtoise) – autostrada we wschodniej części Francji. Swój bieg rozpoczyna niedaleko Beaune na węźle z A31. Łączy Beaune z Dole, Besançon, Montbéliard, Belfort oraz Mulhouse. Swój bieg kończy niedaleko Ottmarsheim mostem nad Renem na granicy francusko-niemieckiej. Kontynuację po stronie niemieckiej stanowi odgałęzienie autostrady A5, dawniej oznaczane numerem A862. Długość La Comtoise wynosi 237 km, zaś jej operatorem jest Autoroutes Paris-Rhin-Rhône (APRR).

## Historia
Autostrada była oddawana do ruchu etapami. Pierwszy odcinek udostępniono dla kierowców w 1968 roku.
| Odcinek                                   | Węzły              | Data       |
| ----------------------------------------- | ------------------ | ---------- |
| Montbéliard – Étupes                      | 8 – 9              | 1968       |
| Étupes – Belfort                          | 9 – 13             | 1974       |
| Belfort – Burnhaupt                       | 13 – 15            | 01.11.1976 |
| Burnhaupt – Mulhouse-Les Coteaux          | 15 – 16            | 01.12.1976 |
| Séchin – Montbéliard                      | między 4.1 a 5 – 8 | 01.07.1977 |
| Besançon-Planoise – Séchin                | 3 – 4.1            | 30.06.1978 |
| Mulhouse-Les Coteaux – Usine Peugeot      | 16 – 21            | 1979       |
| Gendrey – Besançon-Planoise               | 2.1 – 3            | 29.06.1979 |
| Beaune – Gendrey                          | A 31/A 36 – 2.1    | 29.07.1980 |
| Usine Peugeot – Ottmarsheim (granica F-D) | 21 – A5            | 1981       |

## Opłaty
Przejazd autostradą jest płatny – w ciągu A36 występują dwa punkty poboru opłat.